# Aljustrel
För andra betydelser, se Aljustrel (olika betydelser).
Aljustrel är en stad och kommun i regionen Alentejo i södra Portugal. Staden har 9 710 invånare (2006).